# Hiệp sĩ Lợn
Hiệp sĩ Lợn (tiếng Nhật: 愛と勇気のピッグガール とんでぶーりん, Ai to Yūki no Piggu Gāru Tonde Buurin; gọi tắt: Tonde Buurin) là một bộ manga hài của tác giả Taeko Ikeda kể về một cô bé có khả năng biến hình. Manga đã được in lần đầu trên tạp chí truyện tranh Ciao. Một phiên bản anime dựa trên bộ manga đã được sản xuất bởi hãng Nippon Animation và phát sóng trên đài TBS ở Nhật Bản từ 9 tháng 9 năm 1994 đến 26 tháng 8 năm 1995. Ở Việt Nam, bộ phim đã được lồng tiếng và phát hành bởi Fafilm vào năm 1995. Bản phim này dựa trên bản phát hành tại Hồng Kông nên tên các nhân vật được phiên âm ra Hán Việt.
Ở Việt Nam, bộ phim đã được phát sóng trên kênh VTV1 và VTV3 vào năm 1998.

## Tóm tắt nội dung
Một ngày nọ, Karin Kokubu (Quốc Phân Quả Lâm hay Kassie Carlen) đang chạy vội đến trường vì trễ học thì thấy một con lợn con màu vàng đang bị thương. Thực ra con lợn này chỉ đang bị đói, nó đã trở lại bình thường sau khi ăn táo của Karin. Khi đến trường, Karin mới biết con lợn đã trốn vào trong cặp của mình và gây ra một số rắc rối cho cô bé. Sau đó khi đi học về cô bé lại chợt nhìn thấy con lợn, bỗng dưng nó biến mất và để lại một cái hộp gương, khi mở ra thì có một cái mũi lợn dính chặt vào mũi cô bé. Con lợn xuất hiện và nói rằng thật sự nó là hoàng tử Tonrariāno III (Đông Lai Li A Lạc Sơn hay Iggy Pig) của hành tinh Buuringo (Bạo Lực hay Oinko). Tonrariāno giải thích rằng cái mũi lợn đó là để giúp biến thân: chỉ việc nói "BA BI BU BE BURIN!" ("Lợn con yêu mến, hiện thân!"), Karin sẽ hiện thân thành một con lợn màu hồng có sức mạnh phi thường gọi là Tonde Burin. Đây không phải là điều Karin lấy làm vui sướng gì vì cô bé chỉ muốn hóa thân thành một nữ anh hùng như thần tượng của mình là nhân vật "Nữ hiệp sĩ xinh đẹp" trên tivi. Tonrariāno (được Karin đặt cho biệt danh là Ton-chan) và cha (nói chuyện thông qua cái hộp gương) thuyết phục Karin rằng cô bé là hiệp sĩ đi cứu người, mỗi lần làm việc nghĩa cô sẽ được nhận một viên trân châu, và khi thu thập đủ 108 viên trân châu cô bé sẽ được hiện thân thành hình tượng mà mình thích. Tuy nhiên Karin không được cho ai biết thân phận thật sự của mình, nếu không thì sẽ ở trong hình dạng Burin mãi mãi không thể trở lại thành người. Đồng thời việc thu thập trân châu phụ thuộc vào nhân quả, có nghĩa là nếu cô bé lợi dụng sức mạnh của mình để làm chuyện riêng thì sẽ bị mất trân châu. Mỗi khi có người gặp nạn thì Karin sẽ hóa thân hành Burin và ra tay giúp đỡ.

## Truyện tranh
Một truyện tranh ngắn tựa đề Bibbidi Bobbidi Būrin!!(ビビデ・バビデ・ぶ～りん!!|Bibide Bobide Būrin!!) xuất hiện trong số phát hành mùa thu 1993 của Ciao DX. Bộ manga liền sau đó xuất hiện trên Ciao từ tháng 10/1994 đến tháng 9/1995. Bản tankōbon, hay bản sưu tầm, được xuất bản thành ba cuốn dưới thương hiệu Flower Comics của Shogakukan.
- Tập 1, ISBN 4-09-136451-9 (phát hành tháng 4/1995)
- Tập 2, ISBN 4-09-136452-7 (phát hành tháng 8/1995)
- Tập 3, ISBN 4-09-136453-5 (phát hành tháng 10/1995)

## Phim hoạt hình

### Danh sách các tập phim
Bao gồm 51 tập phim:
- Tập 1: Sự xuất hiện của Burin \ 超少女ぶーりん誕生 \ Chou shoujo Buurin tanjou
- Tập 2: Cuộc tranh tài cao thấp \ 愛と青春のシュート \ Ai to seishuun no Shoot
- Tập 3: Sự thử thách trong tình bạn \ 涙と友情のスマッシュ \ Namida to yuujou no Smash
- Tập 4: Cuộc thi đấu võ đài \ リングに賭けた青春 \ Ring ni kaketa seishun
- Tập 5: Cuộc thử sức kéo co \ 綱引きが結んだ友情 \ Tsunahiki ga musunda yuujou
- Tập 6: Bí mật kho báu cổ \ 発見!ぶーりんの土偶 \ Hakken! Buurin no doguu
- Tập 7: Nữ hiệp sĩ bị mang đầy thương tích \ 傷だらけのヒロイン \ Kizu darake no Heroine
- Tập 8: Hậu quả của việc giảm cân \ ダイエット大作戦！ \ Diet daisakusen!
- Tập 9: Vận động viên đua xe \ サーキットの戦士たち \ Circuit no senshitachi
- Tập 10: Sự tò mò của ký giả \ 炎のジャーナリスト魂 \ Honoo no Journalist tamashii
- Tập 11: Đôi bạn thân thiết nhất \ ベストカップルを狙え！ \ Best couple o nerae!
- Tập 12: Sự xuất hiện của chàng trai có siêu năng lực \ 超少年カシワギ誕生！ \ Chou shounen Kashiwagi tanjou!
- Tập 13: Sự giúp đỡ lẫn nhau \ 銀河に誓うミッション \ Ginka ni chikau Mission
- Tập 14: Tiếng vỗ tay và tiếng hoan hô \ 拍手と喝采のテアトル \ Hakushiyu to katsusai no Theatre
- Tập 15: Bảo vệ môi trường \ 若きもんぺ少女の嘆き \ Wakaki monpe shoujo no nageki
- Tập 16: Mùa giáng sinh kỷ niệm \ 本命のいないＸマス！？ \ Honmei no inai Xmas!?
- Tập 17: Người con gái mê bói toán \ 運命にゆれる少女 \ Unmei ni yureru shoujo
- Tập 18: Mùa xuân nhớ quê nhà \ 新春ホームシック物語 \ Shinshun Homesick Story
- Tập 19: Tình yêu bão táp trên sân tuyết \ 白銀に舞う恋の嵐 \ Hakukin ni mau koi no arashi
- Tập 20: Cây thực vật khổng lồ \ 巨大植物ケイコ出現！ \ Kyodai shokubutsu Keiko shutsugen!
- Tập 21: Tình bạn như những chú ngựa gỗ \ 愛と苦悩の回転木馬 \ Ai to kunou no kaitenmokuba
- Tập 22: Cuộc tình ngắn ngủi của Đông Đông \ トンちゃんの恋の行方 \ Ton-chan no koi no yukue
- Tập 23: Nghĩa vụ và sự can đảm trong ngày lễ tình nhân \ 義理と勇気の２・１４ \ Giri to yuuki no 2.14
- Tập 24: Hiện tượng tiên đi ngang hồ \ 愛は御神渡りを越えて \ Ai wa omiwatari o koete
- Tập 25: Burin thực hiện ước nguyện của mẹ \ 果林が受け継ぐひな祭り \ Karin ga uketsugu hinamatsuri
- Tập 26: Đối thủ mạnh nhất \ 敵手はただ一人！ \ Rival wa tada hitori!
- Tập 27: Burin bị thu nhỏ \ 衝撃!ぶーりん消滅！？ \ Shougeki! Buurin shoumetsu!?
- Tập 28: Khúc nhạc tình của bé Minh
- Tập 29: Kinh hồn vì cá mập \ 常夏の島へ進路をとれ \ Tokonatsu no shima e shinro o tore
- Tập 30: Burin của Hạ Uy Di \ 密林に消えた友 \ Mihayashi ni kieta tomo
- Tập 31: Yến Nhi tham dự cuộc bầu cử Hội trưởng Hội học sinh \ 嵐を呼ぶ生徒会選挙 \ Arashi o yobu seitokai senkyo
- Tập 32: Cuộc tình về hoa anh đào nở muộn \ 純情少年遅咲きの恋桜 \ Junjou shounen osozaki no koi sakura
- Tập 33: Chứng bệnh cảm sổ mũi \ 白日に漂う花粉のワナ \ Hakujitsu ni tadayou Kafun no wana
- Tập 34: Lá cờ cá chép thay cho tình bạn \ 泳げ友情のこいのぼり \ Oyoge yuujou no koinobori
- Tập 35: Bí mật thân thế của Trắc Ma Anh Tuấn \ 琢磨・出生の秘密 \ Takuma, shussei no himitsu
- Tập 36: Truyền thuyết về âm thanh đồng quê \ 田園に舞う女神の伝説 \ Denen ni mau megami no densetsu
- Tập 37: Bạn Quang Nhất đem lòng thích Burin \ 恋文は初恋の片道切符 \ Koibumi wa hatsukoi no katamichikippu
- Tập 38: Vũ trụ không gian \ 禁断の扉を開く男 \ Kindan no tobira o hiraku otoko
- Tập 39: Bí mật dải ám hiệu \ 秘められた家紋の謎 \Himerareta kamon no nazo
- Tập 40: Người con gái để lỡ cơ hội \ 主役になりそこねた女 \Heroine ni nari sokoneta onna
- Tập 41: Ý định không thay đổi của Tùng Quảng \ 執念の男ジミー松本 \ Shuunen no otoko Jimmy Matsumoto
- Tập 42: Burin gặp Burin \ ぶーりんVSぶーりん \ Buurin vs. Buurin
- Tập 43: Một buổi tối kỳ diệu \ 怪談・真夏の夜の過ち \ Kaidan, manatsu no yoru no ayamachi
- Tập 44: Chiếc gương hiện thân bị mất \ 失われたトンパクト \ Ushina oneta Tonpact
- Tập 45: Thử biến làm nữ anh hùng \ 約束の晴れ姿 \ Yakusoku no haresugata
- Tập 46: Đông Đông không nỡ xa Burin \ 忍び寄る別れの足音 \ Shinobiyoru wakare no ashioto
- Tập 47: Phát hiện lạ ở buổi party \ 気高き女の館 \ Kedakaki onna no yakata
- Tập 48: Yến Nhi biến thành ma quái khổng lồ \ 悪の花園が笑うとき \ Aku no hanazono ga warau toki
- Tập 49: Trường học gặp nguy cơ lớn \ 危機！狙われた学園 \ Kiki! Nerawareta gakuen
- Tập 50: Không còn cơ hội để hiện thân \ 涙のメタモルフォーゼ \ Namida no Metamorphose
- Tập 51: Tương lai của Burin và Quả Lâm \ 超少女の未来 \ Chou Shoujo no mirai

### Seiyuu
- Karin Kokubu: Yuri Shiratori
- Tonrariāno III/Narrator: Yuriko Fuchizaki
- Kōichi Mizuno: Akira Ishida
- Kyōko Kuroha/Buta Session/Buta Session G: Rika Matsumoto
- Mami Yamakawa/Buta Session/Buta Session B: Chie Satō
- Nanako Tateishi/Cutey Ciao: Maria Kawamura
- Kaoru Hidaka: Junko Asami
- Hiromi Kashiwagi: Yoshiharu Yamada
- Makoto Arashiyama: Tarō Arakawa
- Masayoshi Kondō: Keiichi Sonobe
- Takuma Mushanokōji: Tsutomu Kashiwakura
- Shin'ichirō Kokubu: Kenichi Ono
- Rikako Kokubu: Yumi Hikita, Yūko Mizutani
- Shūhei Kokubu/Buta Session/Buta Session R: Satomi Kōrogi
- Tonrariāno II: Takao Ōyama
- Jimmy Matsumoto: Wataru Takagi
- Gorō Tatsumaki: Tomohiro Nishimura
- Hitomi Tatsumaki: Sakura Tange
- Buritī Koizumi: Yumi Tōma
- Būtan: Tomoko Maruo
- Midori: Tamao Hayashi
- Minsei Kitagawa: Kanemaru Jun'ichi
- Mucchi: Megumi Ogata
- Maccho/Announcer: Kōji Ishii
- Kotoko Mushanokōji: Yuri Amano
- Kurama Mushanokōji: Masami Kikuchi

### Bài hát chủ đề
- Mở đầu: Ai wa Kakko Warui (愛はカッコわるい?)

Lời: Manami Tōno
Sáng tác/Hòa âm: Tsugumi Kataoka
Ca sĩ: Parquets
- Kết thúc: Būrin A la mode (ぶーりん あ・ら・もーど?)

Lời: Manami Tōno
Sáng tác/Hòa âm: Tsugumi Kataoka
Ca sĩ: Parquets